# 전투 목록
다음은 인류 전쟁사에서 벌어졌던 전투 목록들이다.

## 전쟁별 전투
- 임진왜란의 전투 목록
- 30년 전쟁의 전투 목록
- 7년 전쟁의 전투 목록
- 나폴레옹 전쟁의 전투 목록
- 미국 남북 전쟁의 전투 목록
- 제1차 세계 대전의 전투 목록
- 제2차 세계 대전의 전투 목록
- 한국 전쟁의 전투 목록
- 베트남 전쟁의 전투 목록

## 나라별 전투
- 과거 나라들의 전투 목록
- 남아프리카 공화국과 관련된 전투 목록
- 뉴질랜드와 관련된 전투 목록
- 독일과 관련된 전투 목록
- 러시아와 관련된 전투 목록
- 몽골과 관련된 전투 목록
- 미국과 관련된 전투 목록
- 베트남과 관련된 전투 목록
- 벨기에와 관련된 전투 목록
- 소비에트 연방과 관련된 전투 목록
- 스웨덴과 관련된 전투 목록
- 스페인과 관련된 전투 목록
- 영국과 관련된 전투 목록
- 오스트레일리아와 관련된 전투 목록
- 오스트리아와 관련된 전투 목록
- 이라크와 관련된 전투 목록
- 이스라엘과 관련된 전투 목록
- 이집트와 관련된 전투 목록
- 이탈리아와 관련된 전투 목록
- 인도와 관련된 전투 목록
- 일본과 관련된 전투 목록
- 중국과 관련된 전투 목록
- 캐나다와 관련된 전투 목록
- 터키와 관련된 전투 목록
- 폴란드와 관련된 전투 목록
- 프랑스와 관련된 전투 목록
- 핀란드와 관련된 전투 목록
- 한국과 관련된 전투 목록
  - 고구려와 관련된 전투 목록
  - 신라와 관련된 전투 목록
  - 고려와 관련된 전투 목록
  - 발해와 관련된 전투 목록
  - 조선과 관련된 전투 목록
  - 대한민국과 관련된 전투 목록
  - 조선민주주의인민공화국과 관련된 전투 목록

## 같이 보기
- 전쟁의 역사
- 전쟁 목록